# ミムネルモス

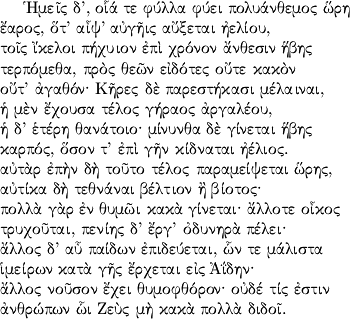
ミムネルモスの詩の断片

ミムネルモス（Μίμνερμος、生没年不詳）は、古代ギリシアの詩人。

## 人物像
ミムネルモスの生涯についてはまったく分かっていない。資料としては後世の古典古代の著作家によるわずかな言及、並びにスーダ辞典などがある。ミムネルモスは生没年ともに不詳であるが、おそらく紀元前7世紀頃に活躍した人物と推定される。ひとつの手がかりとしてミムネルモスが紀元前648年4月6日に目撃した日食を題材にしたと考えられている詩の断片が残っている。正確な出生地は不明であるが、小アジア西部のスミュルナないしはコロポン、またはエーゲ海に浮かぶアスティパレア島といわれている。
ミムネルムスの名前はリュディア王のギュゲスによるスミュルナ侵攻において激戦地となったヘルムス川の戦いに由来していると考えられており、それは語源的にミムネルムスの名には古典ギリシア語で「ヘルムスで抵抗する者」という意味があるためである。
ミムネルムスはエレゲイア詩人として活躍したが、詩集は散逸して完全に残っている作品は存在しない。後年のアレクサンドリアの学者が編集した2巻の詩集が伝わっていたが、その後ほとんど失われて断片のみ現存するだけであり、確認できるのはわずか約20あまりの断片にしかすぎない。
詩集2巻には、笛奏者の女性ナンノーにちなむ詩集『ナンノー』、並びにリュディアとスミュルナの戦いを描いた叙事詩『スミュルナ物語』といったものがあった。いずれもわずかな断片のみである。ミムネルモスの作品はのちに様々な古代ギリシアや古代ローマの人物たちによって批評および引用されている。
詩集『ナンノー』はダブルリードの縦笛アウロスを吹く笛演奏者ナンノーに宛てたエレゲイア調の作品群であり、一説によればナンノーはミムネルモスの恋人と考えられているが詳細は分かっていない。ミムネルモス自身も笛奏者のナンノーと同じく笛を演奏した。後年の詩人ヒッポナクスは笛を吹くミムネルモスについていささかながら言及している。
叙事詩『スミュルナ物語』は紀元前660年代頃にリュディア王ギュゲス率いる軍勢によるスミュルナ侵攻において、現在のトルコにあたるゲディズ・ネフリにあるヘルムス川周辺でスミュルナの戦士たちが勇敢にリュディア軍と戦ったという実際にあった出来事を題材にしている。おそらくミムネルモスの祖父や親族が戦士として参加している。それを子供のころから聞かされていたミムネルモスは大人になってから叙事詩として書いて発表した。しかし『スミュルナ物語』もほとんどが失われてわずかな断片のみで全体像は不明である。
ミムネルモスの詩作品はホメロスに強く感化された作風が特徴であり、ホメロス詩の語彙、定型句、比喩に影響が顕著にみられる。人間の生涯を葉に喩えた比喩には厭世観が横たわっており、同時代人のアテネのソロンからそのペシミズム的な作風を強く批判されたこともあった。